# نوئل ردینگ
نوئل ردینگ (به انگلیسی: Noel Redding) (زاده ۲۵ دسامبر ۱۹۴۵، درگذشت در ۱۱ می ۲۰۰۳)، نوازنده بیس و گیتار اهل انگلستان بود که در سبک راک فعالیت می‌کرد. او عمدتاً به عنوان نوازنده بیس در گروه جیمی هندریکس اکسپرینس شناخته می‌شود. ردینگ در فولک‌استون به دنیا آمد و چاز چندلر او را در همان دوران اولیه آغاز بکار گروه معرفی کرد. ردینگ در ۱۹۶۹ گروه را ترک کرد. هرچند که قبل، بعد، و حتی در حین عضویتش در گروه اکسپرینس در گروه‌های موسیقی دیگری هم نوازندگی می‌کرد، هیچگاه مجدداً به موفقیتی که با اکسپرینس بدست آورد بود، دست نیافت.